# Små eldar överallt
Små eldar överallt (engelska: Little Fires Everywhere) är en amerikansk thriller- och dramaserie som hade premiär den 18 mars 2020. Serien, som består av åtta avsnitt, är skapad av Liz Tigelaar, och baserad på en roman av Celeste Ng med samma namn.

## Handling
Serien utspelar sig i Ohio under 1990-talet och handlar om konstnären Mia Warren och hennes dotter Pearl som flyttar till den välordnade förorten Shaker Heights. Serien skildrar krockar mellan ras, klass och moderskap.

## Rollista (i urval)
- Reese Witherspoon - Elena Richardson
- Kerry Washington - Mia Warren
- Joshua Jackson - Bill Richardson
- Rosemarie DeWitt - Linda McCullough
- Jade Pettyjohn - Lexie Richardson
- Lexi Underwood - Pearl Warren
- Megan Stott - Izzy Richardson
- Gavin Lewis - Moody Richardson